# شهرستان ورخنئورالسکی
شهرستان ورخنئورالسکی (به لاتین: Verkhneuralsky District) یک شهرستان در روسیه است که در استان چلیابینسک واقع شده‌است.